# Конде, Чикинью
Чикинью Кейриол Конде Жуниор (Чикинью Конде; порт. Francisco Queriol Conde Júnior; 22 ноября, 1965, Бейра) — мозамбикский футболист и тренер.

## Карьера

### Футболиста
В качестве игрока выступал на позиции нападающего. Конде провел 13 сезонов в португальской Примейре-лиге. За это время он сыграл в ней 309 матчей и забил 85 голов. Дважды форвад завоевывал Кубок Португалии вместе с «Белененсешем» и «Спортингом». В 1997 году африканец выступал в недавно созданной американской MLS за команды «Нью-Инглэнд Революшн» и «Тампа-Бэй Мьютини», после чего нападающий вернулся в Португалию, где продолжал свою карьеру почти до 40 лет.
На протяжении многих лет Чикинью Конде вызывался в сборную Мозамбика, вместе с которой участвовал в финальных этапах Кубков африканских наций 1986, 1996 и 1998 годов. Вместе с Дариу и Тику-Тику Конде считается одним из сильнейших игроков в истории национальной команды страны.

### Тренера
Став тренером, Чикинью Конде работал со многими командами Чемпионата Мозамбика. В 2018 году он продолжил развивать свою карьеру в Португалии, возглавив молодежный состав «Витории» (Сетубал). В октябре 2021 года специалист сменил португальца Орасио Гонсалвиша у руля сборной Мозамбика Под его руководством она пробилась в Кубок африканских наций 2023 и выступила та турнире в Кот-д’Ивуаре, где смогла набрать два очка в своей группе.

## Достижения

### Футболиста
- Обладатель Кубка Португалии (2): 1988/89, 1994/95.
- Обладатель Чемпион Мозамбика (2): 1985, 1986.
- Обладатель Кубка Мозамбика (2): 1986, 1987.
- Победитель Матча всех звёзд MLS (1): 1997.

### Тренера
- Обладатель Кубка Мозамбика (1): 2009.